# PlayLink
PlayLink ist die Bezeichnung für eine Serie an PlayStation-4-exklusiven Videospielen, die es dem Benutzer erlauben, ein Smartphone oder einen Tabletcomputer mit Android- oder iOS-Betriebssystem als Eingabegeräte zur Steuerung zu benutzen. Das Gamepad der PlayStation 4 wird nur einmalig zum Start des Spiels auf der Spielkonsole benötigt. Das PlayLink-System basiert auf dem Prinzip des Second Screens, bei dem auf dem Fernseher Spielszenen zu sehen sind und zusätzlich auf dem Bildschirm des Eingabegerätes weitere Informationen abgerufen und Aktionen durchgeführt werden können, wie beispielsweise die Auswahl einer Antwort, das Erstellen von Zeichnungen oder die Nutzung der Kamerafunktion. Zum Betrieb wird auf jedem Eingabegerät die Installation einer kostenlosen, zu dem gewünschten Spiel korrespondierenden App vorausgesetzt. Zudem müssen sich alle Geräte im selben WLAN-Netz befinden, damit die Kommunikation zwischen PlayStation 4 und Smartphone oder Tablet gewährleistet ist. Je nach Anwendung können dann bis zu acht Personen gemeinsam spielen. Mit That’s You! ist am 5. Juli 2017 offiziell das erste Spiel erschienen, welches für PlayLink entwickelt wurde. Weitere kompatible Spiele sind für die nächsten Monate angekündigt.

## Liste kompatibler Spiele
Eine vollständige Auflistung aller bereits erhältlicher und angekündigter Spiele findet sich in der Liste der PlayLink-Spiele.

### Chimparty
Es handelt sich bei  Chimparty  um eine Minispielsammlung, bei der bis zu vier Spieler gegeneinander antreten. Jeder Mitspieler wählt zunächst als Avatar einen Cartoon-Affen, der sich mit einem Selfie und Kleidungsstücken individualisieren lässt. Im zentralen Brettspiel-Modus rücken die Spieler entsprechend der in den Minispielen gesammelten Punkte auf den Feldern vor. Wer zuerst das Ziel, ein Sofa, erreicht ist Sieger einer Spielrunde, die durchschnittlich etwa 20 Minuten dauert. Die Spielbretter nutzen als Kulisse dabei fünf verschiedene Themenwelten, wie Dschungel, Spuk, Pirat, Zauberer und Alien. Insgesamt beinhaltet das Spiel 90 unterschiedliche Minispiele, unter anderem  Laufbandterror , bei dem die Spieler über einen Hindernisparcours laufen und dabei Bananen einsammeln oder  Volleygaudi , einer humorvollen Volleyball-Variante. Entwickler ist das dänische Softwarestudio NapNok Games, welches bereits das  PlayLink -Spiel Frantics herausbrachte.

### That’s You!
Bei That’s You! handelt es sich um ein Partyquiz-Spiel der PlayLink-Reihe, bei dem bis zu sechs Spieler aufgefordert werden, ihre Mitspieler anhand der Beantwortung von Fragen einzuschätzen. So soll zum Beispiel geklärt werden, wer von der Gruppe für den schlechtesten Koch gehalten wird oder wem man am ehesten ein Überleben in der Wildnis zutrauen würde. Unterschiedliche Aktionen wie das Zeichnen eines Mitspielers oder das Anfertigen von Selfies sollen das Spielgeschehen auflockern.

### Hidden Agenda
Bei Hidden Agenda handelt es sich um ein Action-Adventure der britischen Entwickler Supermassive Games. Die Spieler verfolgen die Protagonisten Becky Marnie und Felicity Graves auf der Jagd nach einem Serienmörder, der „The Trapper“ genannt wird, und können dabei den Handlungsverlauf der Geschichte an vorgegebenen Stellen beeinflussen. Unter Zeitdruck müssen die Spieler eine der angebotenen Optionen auswählen, die Mehrheit entscheidet dann über den weiteren Verlauf. Allerdings kann ein einzelner Spieler ein Veto gegen den Mehrheitsbeschluss einlegen und so die Handlung in die von ihm gewünschte Richtung lenken. Das ist insbesondere dann entscheidend, wenn der Spieler eine geheime Aufgabe zugeteilt bekommen hat und beispielsweise ein bestimmtes Vorgehen ohne Wissen der anderen Mitspieler verfolgen soll. Wie bereits in dem Spiel Until Dawn der Entwickler, können alle Protagonisten sterben.

### Wissen ist Macht
Knowledge is Power, zu Deutsch ‚Wissen ist Macht‘, ist ein Schnellratespiel, bei dem bis zu sechs Mitspieler gegeneinander antreten und Wissensfragen aus unterschiedlichen Gebieten möglichst schnell beantworten sollen.
 Am 14. November 2018 ist eine überarbeitete Version des Spiels mit dem Titel Wissen ist Macht: Dekaden  erschienen. Diese beinhaltet neue Fragesätze, die sich thematisch mit der Pop-Kultur der 1980er, 1990er, 2000er und 2010er Jahre beschäftigen. Zusätzlich sind acht weitere Spielfiguren sowie neue Spielmodi und berührungsgesteuerte Aktionen hinzugefügt worden.

### Frantics
Frantics ist eine Minispielsammlung, bei denen bis zu vier Spieler gegeneinander antreten. Jeder Mitspieler wählt als Avatar eine Cartoon-Figur wie ein Schwein, Huhn, Elch oder einen Hund aus und muss versuchen, die meisten Spiele zu gewinnen, um als Gesamtsieger hervorzugehen. Die Minispiele sind von einem amüsanten Grundton und leben von der Schadenfreude. So gilt es beispielsweise, gemeinsam von einer Klippe zu springen und als Letzter einen mitgeführten Fallschirm zu öffnen. Erschwert wird das Vorhaben, indem eine übergroße stilisierte Dynamit-Stange zwischen den Kontrahenten hin- und hergeworfen wird. Eine andere Herausforderung ist es, auf einer rutschigen Eisfläche Gegner in einen Abgrund zu stoßen, um als letzter Spieler übrig zu bleiben und den Gewinn in Form von Münzen zu kassieren.

### SingStar Celebration
SingStar Celebration ist eine neue Edition aus der SingStar-Serie. Aufgrund der Möglichkeit, das Smartphone oder Tablet als Mikrofon zu nutzen, wird das Spiel innerhalb der PlayLink-Reihe veröffentlicht.